# Ariaramnes (general)
Ariaramnes fou un general persa de Darios I el Gran, esmentat per Ctèsies. La seva historicitat és força dubtosa.
Segons el relat, abans de la invasió d'Escítia el 513 aC, Ariaramnes era sàtrapa de Capadòcia i Darios li va ordenar penetrar al territori escita i agafar dones i homes com a ostatges. El sàtrapa va obeir i entre els captius estava Marsagetes, germà del rei escita, que va trobar presoner del seu germà.
Alguns fets permeten dubtar de la veracitat del fet: Capadòcia no tenia sàtrapa en aquell temps, ja que era part de la de Frígia Hel·lespòntica segons Heròdot, i no va existir com a satrapia fins al final del segle V (vers 410 aC) amb Darios II de Pèrsia. És possible que Ctèsies (com se sap va fer alguna vegada) en ignorar el nom del general encarregat de la missió, apliqués el nom del sàtrapa de Capadòcia del seu temps o un governant relativament recent del territori.